# Juan Emilio Aragonés
Juan Emilio Aragonés (Sabiñánigo, 24 de junio de 1926 - Madrid, 9 de octubre de 1985), fue un periodista, crítico teatral y poeta español. Recibió el Premio Nacional de Teatro en 1956 y fue director del Aula de Teatro del Ateneo de Madrid y subdirector de La Estafeta Literaria.
Nacido Juan Emilio Aragonés Daroca, su familia se trasladó a Madrid en 1940, donde hizo el bachillerato en el Instituto Ramiro de Maeztu y en cuya universidad se licenció en Ciencias Empresariales. No obstante, su afición al periodismo y el teatro le llevó a ejercer la crítica primero en revistas universitarias ("La Hora" y "Alcalá") y luego en el diario Informaciones y otras publicaciones. Desde 1968 fue subdirector de La Estafeta Literaria, donde también ejerció la crítica teatral y literaria. Fue colaborador habitual de diarios de orientación conservadora como Ya y ABC. En 1954 fue accésit en el premio Nacional de Literatura por el ensayo Tradición Mariana del Teatro Español, y dos años después obtuvo el Premio Nacional de Teatro por su labor como crítico. También cosechó varios premios de poesía, como el Argensola y el Alcavarán. En 1973 se le concedió el premio Foro Teatral a la mejor labor crítica de la temporada 1971-72. 

## Obra publicada
Poesía
- Nada más lo que soy(1948)
- El pan y la sal (1952)
- El Noticiero (1965)
- La luz necesitada

Ensayo
- El teatro y sus problemas
- Antología de Benavente (1966)
- Antología de Arniches
- Teatro español de posguerra (1971)
- Brecht (1974)
- Veinte años de teatro español